# George Carter (koszykarz)
George Carter (ur. 10 stycznia 1944 w Buffalo, zm. 18 listopada 2020 w Las Vegas) – amerykański koszykarz, występujący na pozycjach rzucającego obrońcy oraz niskiego skrzydłowego.
Na studiach grał też w baseball oraz futbol amerykański na pozycji running backa. W 1967 roku został wybrany w 13. rundzie draftu do NFL z numerem 319 przez Buffalo Bills oraz do MLB w 52. rundzie przez New York Mets z numerem 874.
Po wyborze w drafcie do NBA, w 1967 roku, został powołany do odbycia obowiązkowej służby wojskowej.

## Osiągnięcia
AAU
- Zaliczony do  AAU (Amateur Athletic Union) All-Americans (1968)

Francja
- Mistrz Francji (1977)
- Uczestnik rozgrywek Puchar Europy Zdobywców Pucharów (1977)

ABA
- Uczestnik meczu gwiazd ABA (1971)[4]

Inne
- Wybrany do Galerii Sław Sportu[3]:
  - Chautauqua (1984)
  - uczelni St. Bonaventure (1974)
  - Greater Buffalo (2012)[2]